# Francisco Linares Alcántara Estévez
Francisco de Paula Alcántara Estévez (Altagracia de Orituco, 18 de marzo de 1876 - Caracas, 30 de abril de 1958) fue un político, caudillo y militar venezolano.

## Biografía
Era hijo del presidente Francisco Linares Alcántara y Belén Estévez González Yánez. En 1891 ingresa en la Academia Militar de West Point donde se graduó con honores en 1897. A su regreso a Venezuela, es nombrado Jefe del Cuerpo Auxiliar de Artillería de la Guardia de Honor por el presidente Ignacio Andrade (1898). En 1899, siendo Coronel, es Fiscal de la corte marcial en el juicio que se le sigue a General Rafael Adrián por su conducta militar. Es seleccionado  para formar parte del equipo que estudia el Reglamento de Infantería del Ejército. Sobre Alcántara cae la responsabilidad de ser el Jefe Expedicionario del Distrito Perijá de Maracaibo. Sirvió a Cipriano Castro durante los ataques de la Revolución Libertadora. Cuando este fue depuesto en 1908, se unió a Juan Vicente Gómez como ministro de Relaciones Interiores. Su oposición a la reelección de Gómez en 1913, lo obligó a exiliarse en Nueva York donde fundó, junto con otros  expatriados antigomecistas,  el movimiento político La Nueva Venezuela, de efímera duración. Durante su permanencia en Alemania en 1921 organizó junto al general José María Ortega Martínez una expedición en los barcos Harrier y Odín para derrocar la dictadura gomecista; pero al ser descubiertos por José Ignacio Cárdenas, abortaron la operación.
En 1928 se une a la conspiración de Román Delgado Chalbaud para derrocar al régimen gomecista. El 17 de julio de 1929 junto a un grupo de revolucionarios  a bordo del Falke parte del puerto de Danzig, mar Báltico, con rumbo a Venezuela. Durante la travesía por el Atlántico es rebautizado el barco con el nombre de “General Anzoátegui”. Dirigen las acciones, Román Delgado Chalbaud, jefe supremo del Ejército y los comandantes de las tres divisiones, Linares Alcántara, Rafael María Carabaño y Doroteo Flores.  Los expedicionarios invadieron por Cumaná, en la madrugada del 11 de agosto de 1929, que concluyó luego de 4 horas de combate, resultando muertos; Delgado Chalbaud, herido en el pecho al cruzar el puente “Guzmán Blanco”, y simultáneamente caen el presidente del estado Sucre, general Emilio Fernández y el estudiante Armando Zuloaga Blanco, quien recibió un tiro en la nuca. A la muerte de Delgado, el vocal de la Junta Suprema, el escritor José Rafael Pocaterra, ordena la salida del buque y en aguas internacionales lanzan las armas y pertrechos de guerra por la borda, decisión muy cuestionada por los revolucionarios de la época. Pedro Elías Aristeguieta llegó por tierra a Cumaná, a eso de las 11 de la mañana, debiendo retirarse por falta de armas y municiones.

## Últimos años
Linares regresó a Europa y se mantiene en contacto con los círculos opositores a Juan Vicente Gómez, planificando acciones militares que nunca se efectuaron, hasta su retorno al país en 1936. El Presidente general Eleazar López Contreras lo nombra miembro del cuerpo diplomático, y después presidente del estado Aragua. Asimismo fue asesor del Ministerio de la Defensa, siendo el  creador  de la sede de ese despacho en La Planicie, en Caracas. Al encargarse de la Presidencia el general Isaías Medina Angarita, Linares se retira de la vida pública y se mantendrá alejado del quehacer político hasta su muerte en 1958; en su casa era visitado por jóvenes estudiantes  y militares, para conocer detalles de su vida, y según referencias murió en la más absoluta pobreza. Era nieto del prócer de la lucha por la independencia, general Francisco de Paula Alcántara y estuvo casado con María Azpúrua Alcántara.